# Лопухина, Дарья Сергеевна
Да́рья Серге́евна Лопухина́ (1806—1855, в замужестве Ришар) — российская балерина, балетный педагог.

## Биография
Дарья Лопухина родилась в семье артиста Московской балетной труппы. Училась в Московском театральном училище у педагога А. П. Глушковского. По окончании училища была принята в Московскую балетную труппу.
Сестра Варвара (1803—1867) также была танцовщицей Московской балетной труппы.
Лопухина в совершенстве овладела техникой классического балета, исполняла национальные и хара́ктерные танцы. Танцем Лопухиной восхищался Сергей Тимофеевич Аксаков. Дарья Сергеевна также выступала и как драматическая актриса, имела при этом успех у публики.
12 января 1825 года состоялся бенефис Дарьи Лопухиной, это было одно из первых представлений на сцене только что открывшегося Большого театра.
Дарья Лопухина вышла замуж за российского артиста балета французского происхождения Жозефа Ришара (также известен как Осип Яковлевич Ришард). В браке родилась дочь Зинаида, которая впоследствии тоже встала на пуанты.
В 1832 году Дарья Лопухина из-за болезни была вынуждена оставить сцену.
В 1848 году стала преподавать в Санкт-Петербургском театральном училище, среди её учениц — М. Н. Муравьёва, М. С. Суровщикова-Петипа, З. И. Ришар.